# Chinese Parents
『Chinese Parents』（チャイニーズペアレンツ、中：中国式家长）は、中国のインディーゲームスタジオMoyuwan Games（中：墨鱼玩游戏）が開発した育成シミュレーションゲーム。

## 概要
中国のとある家庭に生まれた子供の0歳から18歳までの生活をシミュレートする作品。子供である主人公は教育熱心な両親のもとで勉学などに取り組んでいき、18歳の時に行われる普通高等学校招生全国統一考試（日本の大学入試に相当。通称「高考」）に臨む。作品内には、親同士が子供のことで面子を張り合う場面や子供が親戚からお年玉を受け取る際の駆け引き（すぐに受け取らず何度か遠慮する必要がある）など、中国でよくあるとされる文化の話題が多く盛り込まれている。
開発のきっかけについて、Moyuwan GamesのYANG Geyilangは、『プリンセスメーカー』シリーズや『ときめきメモリアル』シリーズのようなシミュレーションゲームが好きであること、および、中国の家族と教育の話題が常に注目され誰もがそれについて何か言いたがっていると感じたことから中国の親を扱うシミュレーションゲームの制作を決めたとしている。
2018年9月29日にMicrosoft Windows/macOS版が発売された当初は育成対象が男の子のみだったが、ユーザーから女の子も育てたいとの要望が多く寄せられたため、2019年1月29日配信の無料アップデートで女の子バージョンが追加された。また、発売当初の対応言語は中国語のみだったが、中国語圏以外からも多くの注目を集め他言語対応の要望を受けたことなどから2019年6月20日より英語版に対応し日本語版ベータテストも開始、2020年8月20日のアップデートで日本語に対応し同日にはNintendo Switch版が発売された。
2022年5月10日に発売されたiOS/Android版は小学校入学までのパートを無料でプレイでき、以降のパートを制限付きで無料プレイするか課金して制限を解除するかをユーザーが選択する方式になっている。

## システム
子供の性別はランダムで決定される。0歳から18歳までの生活は48のターンに分けられており、「行動力」の数値を消費して様々な行動をした後にターンを終了すると月日が経過し次のターンへ移行する。特定の節目を迎えるごとに新たな行動内容やゲームシステムが追加されていく。
主人公の各種ステータスは、対応する「カケラ」を集めることで上昇する。カケラは、盤面に並んだカケラを拾っていくミニゲームや「理解力」の数値を消費するなどして学習（スキル）項目を習得した時、ターン終了時の「予定」に組み込んだ学習や娯楽の実行などによって入手できる。一方、親の「満足度」と主人公の「ストレス」のステータスは、「予定」の実行内容により変動する。満足度の減少およびストレスの増加により「トラウマ領域」が拡大していき、これが100を超えるとゲームオーバーとなる。
18歳の時に行われる高考の終了後には主人公が異性の相手と結婚し、2人の間に生まれた子供が次の主人公となってゲームが再開される。新たな主人公のステータスには補正値が加算され、前主人公が意中の相手と結婚していた場合はさらに多くの補正値が加わる。

## 受賞
- 2018 indiePlay 最佳创新奖（最優秀イノベーション賞）[10]